# Axonopus brasiliensis
Axonopus brasiliensis là một loài thực vật có hoa trong họ Hòa thảo. Loài này được (Spreng.) Kuhlm. mô tả khoa học đầu tiên năm 1922.